# (47171) Lempo
(47171) Lempo ist ein großes transneptunisches Objekt im Kuipergürtel, das wegen seiner 2:3-Bahnresonanz zum Planeten Neptun als Plutino eingestuft wird. Anfangs wurde Lempo als ein einzelnes verhältnismäßig großes Objekt eingestuft. Acht Jahre nach seiner Entdeckung wurde festgestellt, dass Lempo ein Dreifachsystem aus zwei großen und einer entfernteren dritten Komponente ist. Es war das erste transneptunische Objekt, das als ein System mehrerer Objekte erkannt wurde.

## Entdeckung und Benennung
(47171) Lempo wurde am 1. Oktober 1999 von Eric P. Rubenstein und Louis-Gregory Strolger am Kitt-Peak-Nationalobservatorium in Arizona entdeckt. Rubenstein durchsuchte Bilder, die durch Strolger im Rahmen des Low-Z Supernova Suchprogramms entstanden sind. Der Planetoid erhielt den vorläufigen Namen 1999 TC36. Nach seiner Entdeckung fand sich (47171) Lempo auch auf älteren Aufnahmen vom 18. Juni 1974, 30. Mai 1976 und 16. September 1976 wieder. So ließ sich seine Umlaufbahn genauer berechnen und am 21. September 2002 erhielt er von der IAU die Kleinplaneten-Nummer 47171.
Seit der Entdeckung der Begleiter wurde die Bezeichnung „(47171) 1999 TC36“ offiziell für die größte Komponente des Systems verwendet, während für die kleinere Komponente die Bezeichnung S/2007 (47171) 1 und für den weiter entfernten Mond S/2001 (47171) 1 galt. Doch wird der Name des größten Körpers oft auch für das ganze System verwendet. Inoffiziell wurde der Asteroid daher zuweilen auch als (47171) 1999 TC36 A1 oder einfach nur A1 bezeichnet.
Am 5. Oktober 2017 gab das Minor Planet Center den Namen Lempo bekannt. Lempo ist ein Gott aus der finnischen Mythologie. Seine höchsten Diener sind Hiisi und Paha, nach denen die beiden anderen Komponenten des Systems benannt wurden.
Das Lempo-System wurde durch mehrere weltraumgestützte sowie erdbasierte Teleskope beobachtet. Im Februar 2023 lagen insgesamt 844 Beobachtungen über einen Zeitraum von 49 Jahren vor.

## Eigenschaften

### Umlaufbahn
(47171) Lempo umläuft die Sonne auf einer prograden, relativ elliptischen Umlaufbahn zwischen 4.571.400.000 km (30,55 AE) und 7.327.300.000 km (48,98 AE) Abstand zu deren Zentrum. Die Bahnexzentrizität beträgt 0,232, die Bahn ist um 8,4° gegenüber der Ekliptik geneigt. Die Umlaufzeit beträgt 250,8 Jahre.
Gegenwärtig ist der Planetoid 31 AE von der Sonne entfernt. Sein Perihel passierte er im Mai 2015.

### Rotation
Zur Rotationsperiode von Lempo gibt es unterschiedliche Angaben. Eine Rotationsbestimmung anhand der Lichtkurve ergab 6 Stunden, 12,6 Minuten. Daraus ergibt sich, dass der Asteroid in einem Lempo-Jahr 346.519,4 Eigendrehungen vollführt.
Laut einer anderen Quelle dauert eine Umdrehung 1 Tag, 21 Stunden und 45,8 Minuten. In diesem Fall wäre die Umlaufzeit gleich der Rotationszeit, und da sich die kleinere Komponente Hiisi ebenso verhalten müsste, würde es sich um eine doppelt gebundene Rotation handeln. Das bedeutete, dass sich beide Körper stets dieselbe Seite zuwendeten. Nach dem System Pluto/Charon wäre es das erste Mal, bei dem eine weitere doppelt gebundene Rotation im Kuipergürtel nachgewiesen werden könnte. Im Hauptgürtel ist dies etwa bei (90) Antiope A und B der Fall. Voraussetzung dafür ist eine ähnliche Masse sowie eine enge Umlaufbahn der beiden Körper. In diesem Fall würde der Asteroid in einem Lempo-Jahr 47.022,4 Eigendrehungen vollführen.

### Größe
Der Einzelkörper-Durchmesser (effektiver System-Durchmesser) wird gegenwärtig auf 393,1 +025,2−026,8 km geschätzt. Doch besteht das Dreiersystem (47171) Lempo bahndynamisch aus einem Hauptkörper, der selbst ein Doppelasteroid ist, und einem etwa halb so großen Mond. Daher wird der eigentliche mittlere Durchmesser der A1-Komponente, also des Asteroiden selbst, auf 272 km geschätzt; er ist damit nur um 7,3 % größer als sein „Zwilling“ „A2“.
Ausgehend von einem mittleren Durchmesser von 272 km ergibt sich eine Oberfläche von etwa 232.400 km², was knapp der Fläche von Laos entspricht.
| Jahr                                         | Abmessungen km     | Quelle         |
| -------------------------------------------- | ------------------ | -------------- |
| 2009                                         | 281,0 +045,0−038,0 | Benecchi u. a. |
| 2010                                         | 286,0 +045,0−038,0 | Benecchi u. a. |
| 2012                                         | 272,0 +017,0−019,0 | Mommert u. a.  |
| 2018                                         | 403,0              | Brown          |
| Die präziseste Bestimmung ist fett markiert. |                    |                |

### Innerer Aufbau
Die kombinierten Beobachtungen mit den Spitzer, Herschel und Hubble-Teleskopen ermöglichten eine Bestimmung der Dichte. Die erste (sehr niedrige) Dichtebestimmung 0,3 bis 0,8 g/cm³ im Jahr 2006, als das System noch als Doppelsystem bekannt war, würde eine Porosität von 50–75 % bedingen. Die direkte Lichtkurven-Messung aller drei Komponenten durch Hubble im Jahr 2009 zeigten eine Durchschnittsdichte von 0,532 +00,317−00,211 g/cm³, was die bisherige Annahme bestätigte, dass der Asteroid möglicherweise ein Rubble Pile sein könnte, eine lose Ansammlung von Staub und Gesteinen. 2012 wurde die Dichte aufgrund neuer Erkenntnisse durch das Herschel-Teleskop erneut revidiert; die gegenwärtige Schätzung beträgt 0,64 g/cm³. Die Porosität wird auf immer noch 36–68 % geschätzt.
(47171) Lempo hat einen sehr roten spektralen Abfall im sichtbaren Licht und ein flaches Spektrum im nahen Infraroten. Es gibt ein schwaches Absorptionsmerkmal nahe der Wellenlänge von 2 μm, die möglicherweise durch die Existenz von Wassereis herrührt. Das beste Modell zu den Ergebnissen des nahen Infraroten schließt Tholine, kristallines Wassereis und Serpentine als Oberflächenmaterialien ein. Diese Resultate gelten für alle drei Komponenten des Systems.
Die Gesamtmasse des Systems, die durch die Bewegung der dritten Komponente ermittelt wurde, beträgt 1,275 ± 0,006 ∙ 1019 kg. Die Masse der A1- und A2-Komponenten wurde mit etwas höheren 1,420 ± 0,005 ∙ 1019 kg ermittelt. Diese Diskrepanz ist vielleicht den gravitativen Interaktionen der Komponenten in einem komplexen Dreifachsystem geschuldet. Die Masse der A1-Komponente dürfte daher 6 – 7 · 1019 kg betragen.
Die mittlere Oberflächentemperatur beträgt 44–45 K (−229 bis −228 °C).

## Entstehung
Bislang existieren zwei Hypothesen zur Entstehung des Dreifachsystems. Entweder kam es durch eine große Kollision zustande, nach der sich das ganze System aus der entstandenen Akkretionsscheibe neu formierte, oder die dritte Komponente wurde durch den bereits bestehenden Doppelasteroiden gravitativ eingefangen. Die ähnlichen Größen und Massen der A1 und A2-Komponenten begünstigen letztere Hypothese.

## Das Lempo-Dreifachsystem
Am 8. Dezember 2001 entdeckten die Astronomen Chadwick A. Trujillo und Michael E. Brown auf Bildern des Hubble-Weltraumteleskops einen ersten Begleiter bei Lempo. Der vorläufig als S/2001 (47171) 1 bezeichnete Mond Paha hat einen Durchmesser von 132 km und umkreist den gemeinsamen Schwerpunkt des Systems in einem Abstand von 7.411 km in 50,3 Tagen.
Durch weitere Untersuchungen der Bilder des Hubble-Weltraumteleskops wurde 2007 erkannt, dass der Hauptkörper aus zwei Objekten mit ähnlicher Masse und vergleichbarem Durchmesser besteht. Dies wurde 2009 bestätigt. Der vorläufig als S/2007 (47171) 1 bezeichnete Begleiter Hiisi ist 251 km groß; er bewegt sich im Abstand von 867 km in 45,763 Stunden um den gemeinsamen Masseschwerpunkt.
| Name             | Durchmesser (km) | Relativgröße (%) | Masse (kg)   | Große Halbachse (km) | Umlaufzeit (d) | Exzentrizität | Inklination | Datum Entdeckung |
| ---------------- | ---------------- | ---------------- | ------------ | -------------------- | -------------- | ------------- | ----------- | ---------------- |
| (47171) Lempo    | 272,0            | 100,00           | 6 – 7 · 1019 | —                    | —              | —             | —           | 1. Oktober 1999  |
| Hiisi (Lempo II) | 251,0            | 92,7             | 6 – 7 · 1019 | 867                  | 1,907          | ?             | ?           | Oktober 2007     |
| Paha (Lempo I)   | 132,0            | 48,6             | 7,5 · 1017   | 7411                 | 50,302         | ?             | ?           | 8. Dezember 2001 |

(47171) Lempo ist erste entdeckte Asteroiden-Mehrfachsystem im Kuipergürtel und im transneptunischen Bereich überhaupt. Von den Zwergplaneten Pluto und Haumea – die ebenfalls eine Asteroiden-Nummer besitzen – abgesehen, ist es insgesamt nach (87) Sylvia und (45) Eugenia das dritte nachgewiesene Asteroiden-Mehrfachsystem im Sonnensystem und davon das einzige im Kuipergürtel. Das Lempo-System ist insofern einzigartig im Sonnensystem, dass der dritte Begleiter der beiden Hauptkörper ebenfalls vergleichsweise groß ist. Das Größenverhältnis liegt grob bei 2:2:1. Dies ist bei sämtlichen bislang gefundenen Mehrfachsystemen nicht der Fall.
Das Lempo-System gehörte zu den Kandidaten in den Planungen für eine New-Horizons-2-Mission (2004–2005), die einen Vorbeiflug an Jupiter und Uranus und bis zu vier Kuipergürtel-Objekten vorsah.